# Samoteri
Samotherium és un gènere extint de giràfid que visqué durant el Miocè i el Pliocè a Euràsia i Àfrica. Samotherium tenia dos ossicons al cap i unes potes llargues. Els ossicons apuntaven cap amunt i eren corbats cap enrere. Els mascles tenien els ossicons més llargs i més corbats, tot i que en l'espècie xinesa, S. sinense, els ossicons eren rectes i orientats als costats, no pas cap amunt.
Aquest gènere està estretament relacionat amb Shansitherium. S'han classificat fins a cinc espècies de Samoteri: S. africanus, S. boissieri, S. neumayri, S. sinense i S. tafeli, de les quals se n'han trobat fòssils a molts països del nord d'Àfrica, Orient Mitjà i Àsia.
D'acord amb el biòleg Richard Ellis, el crani d'un Samotherium es troba representat com a monstre que lluita contra Heracles en una porcelana de l'antiga Grècia.

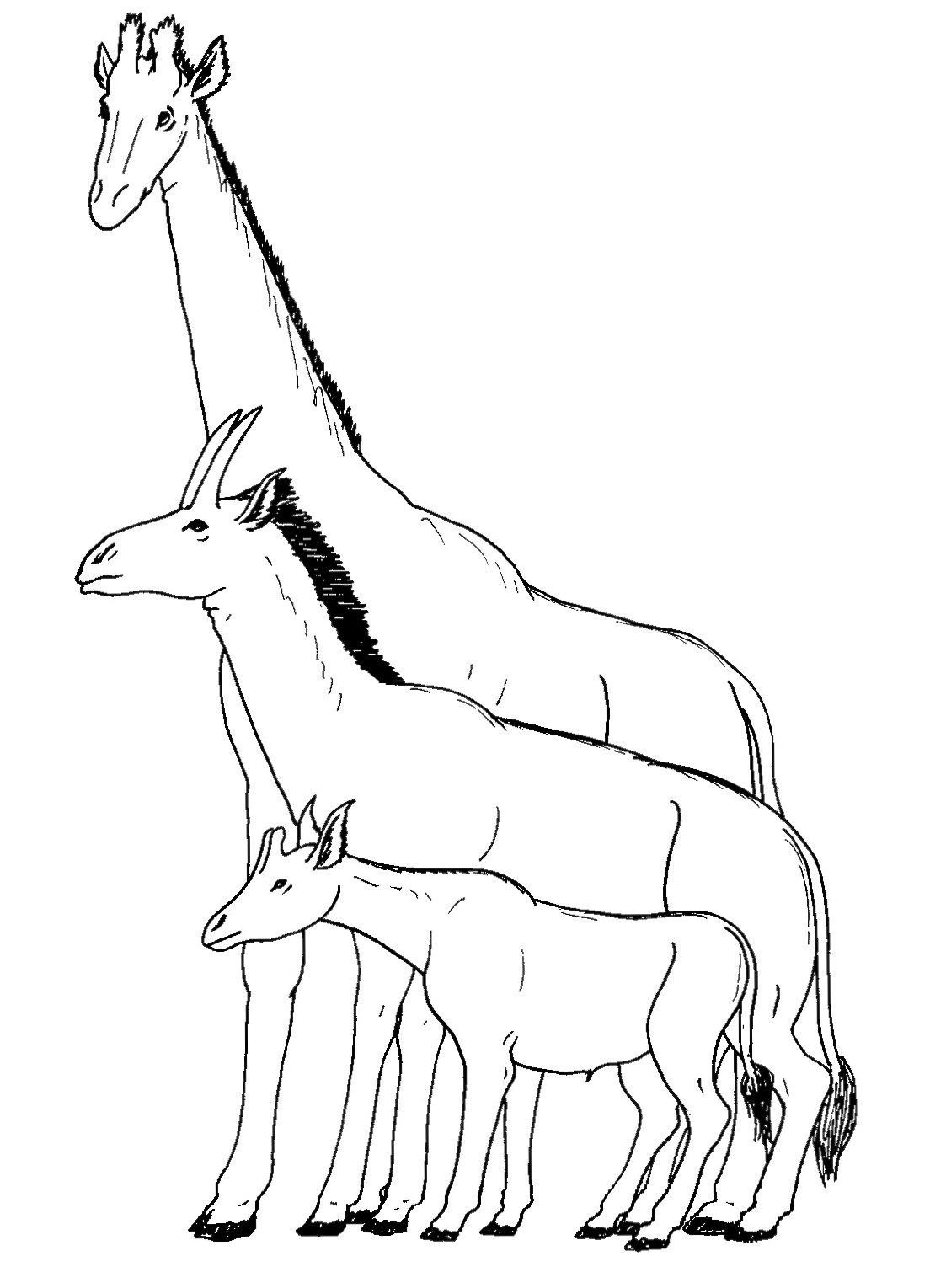
Samotherium major (al mig) en comparació amb un ocapi (a sota) i una girafa (a sobre). L'anatomia de Samotherium mostra una transició cap als colls llargs de les girafes actuals.

## Descripició
Un estudi del 2015 demostrà que Samotherium tenia un coll de llargada mitjana, entre les girafes i els ocapis, a jutjar a partir de l'examinació d'un espècimen de S. major trobat a Grècia.

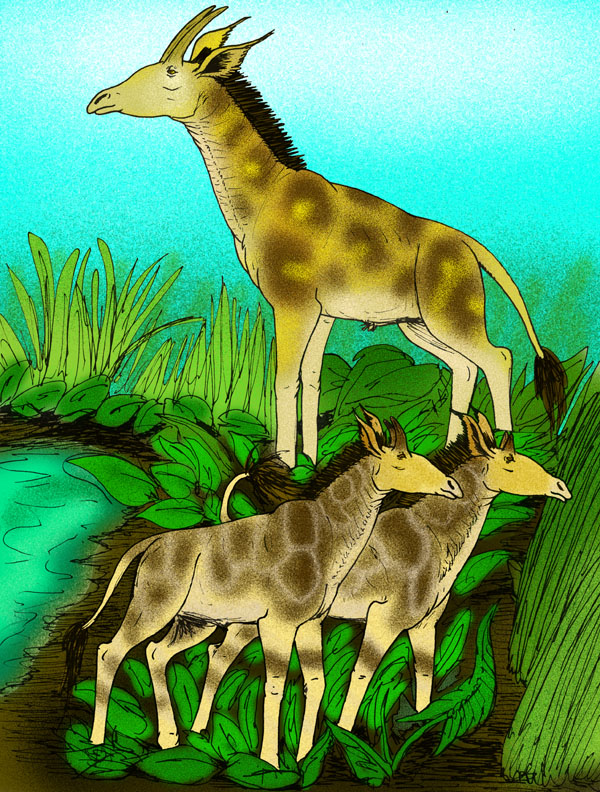
S. major i S. boissieri